# Sigoyer (Hautes-Alpes)
Sigoyer település Franciaországban, Hautes-Alpes megyében. Lakosainak száma 739 fő (2022. január 1.). Sigoyer Châteauneuf-d’Oze, Esparron, Fouillouse, Lardier-et-Valença, Neffes, Pelleautier, Tallard és Vitrolles községekkel határos.

## Népesség
A település népessége az elmúlt években az alábbi módon változott:
| Lakosok száma | 304  | 306  | 418  | 653  | 652  | 664  | 665  | 708  | 727  | 739  |
|               | 1968 | 1982 | 1990 | 2006 | 2013 | 2015 | 2017 | 2019 | 2020 | 2022 |